# 中国农业博物馆
中国农业博物馆（英語：China Agricultural Museum），位于北京市朝阳区东三环北路16号全国农业展览馆，是中华人民共和国唯一的国家级农业博物馆，隶属中华人民共和国农业部，与全国农业展览馆是一个机构两块牌子。

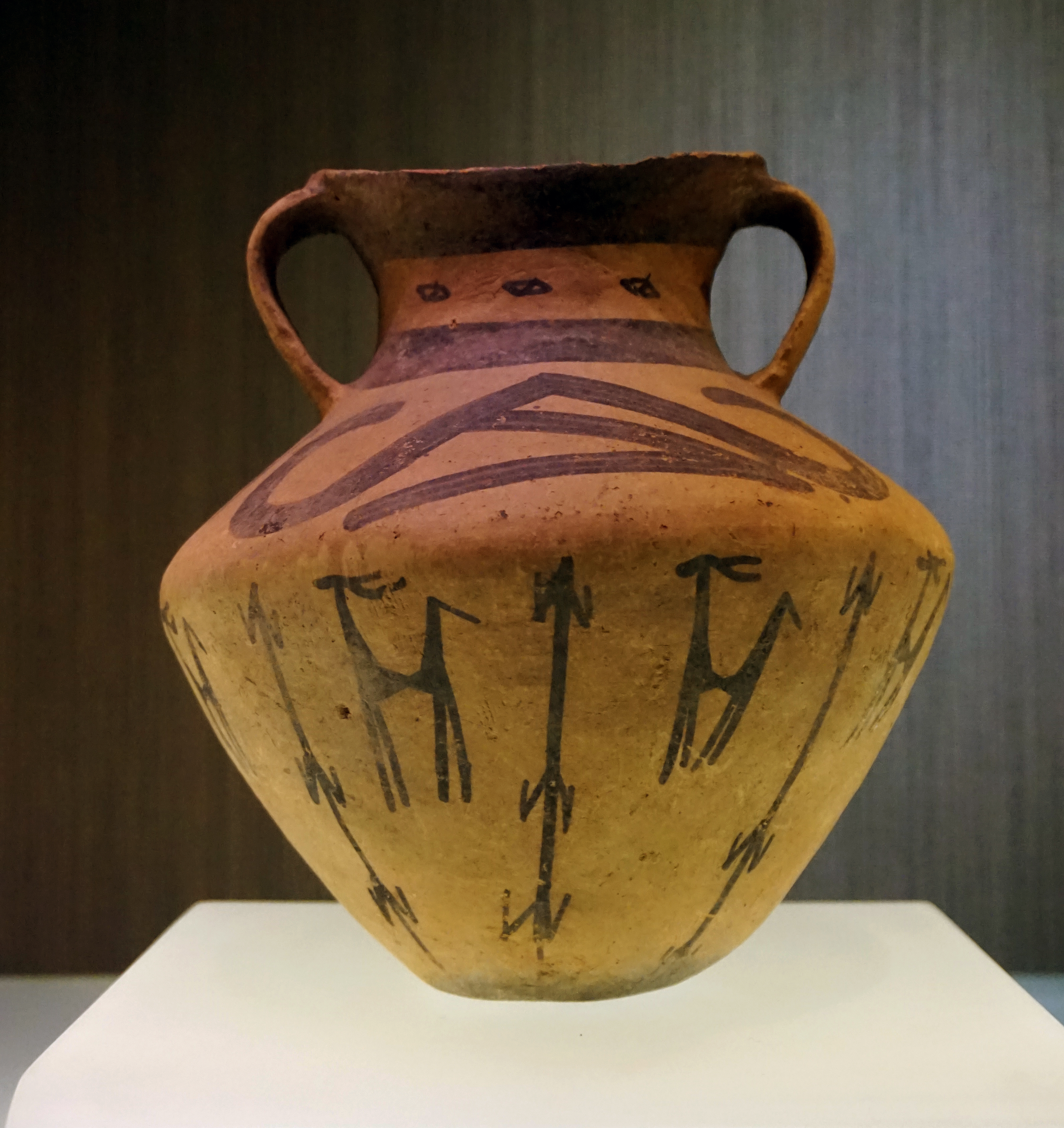
羊角纹罐，辛店文化

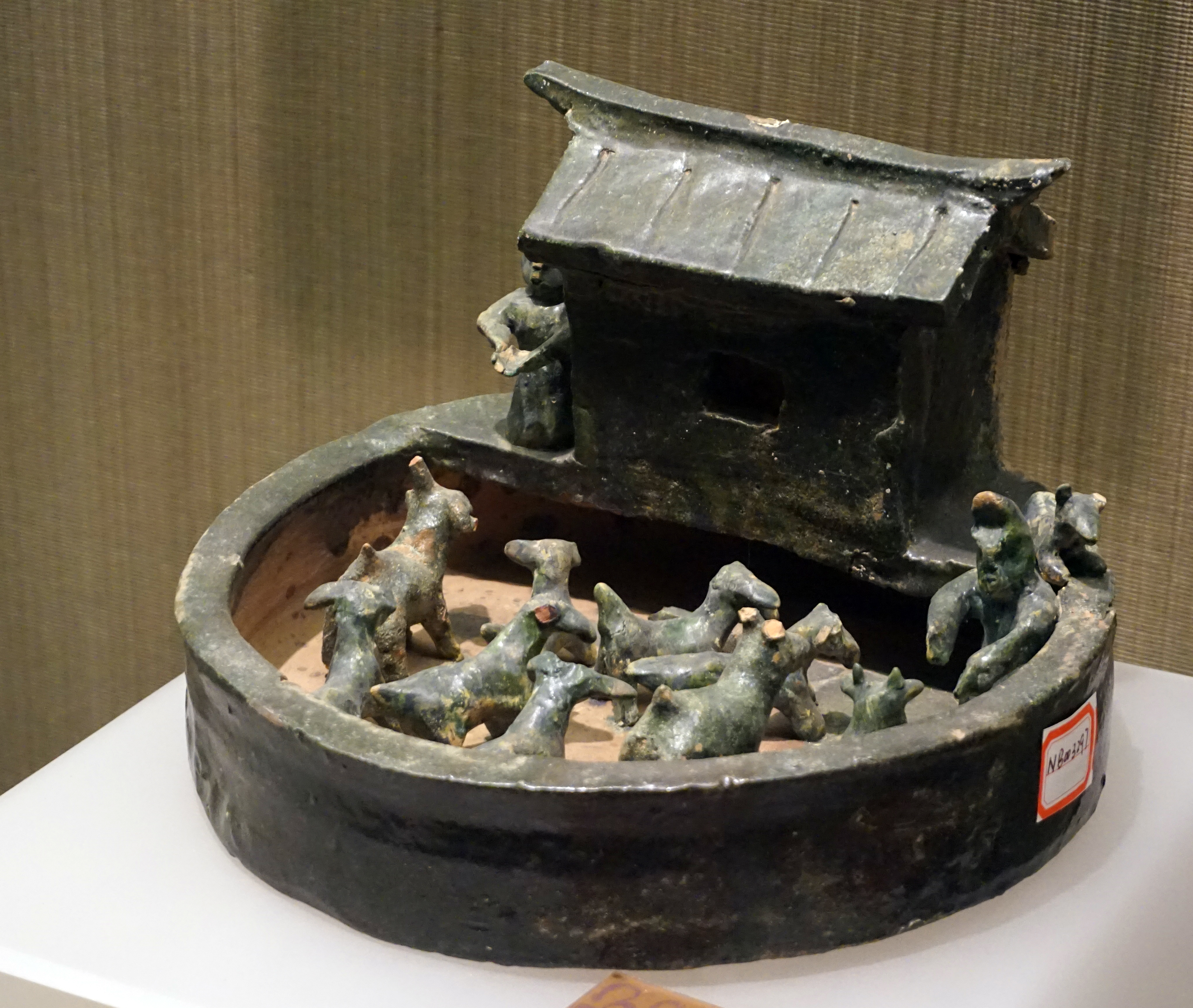
绿釉羊圈，汉代，河南洛阳

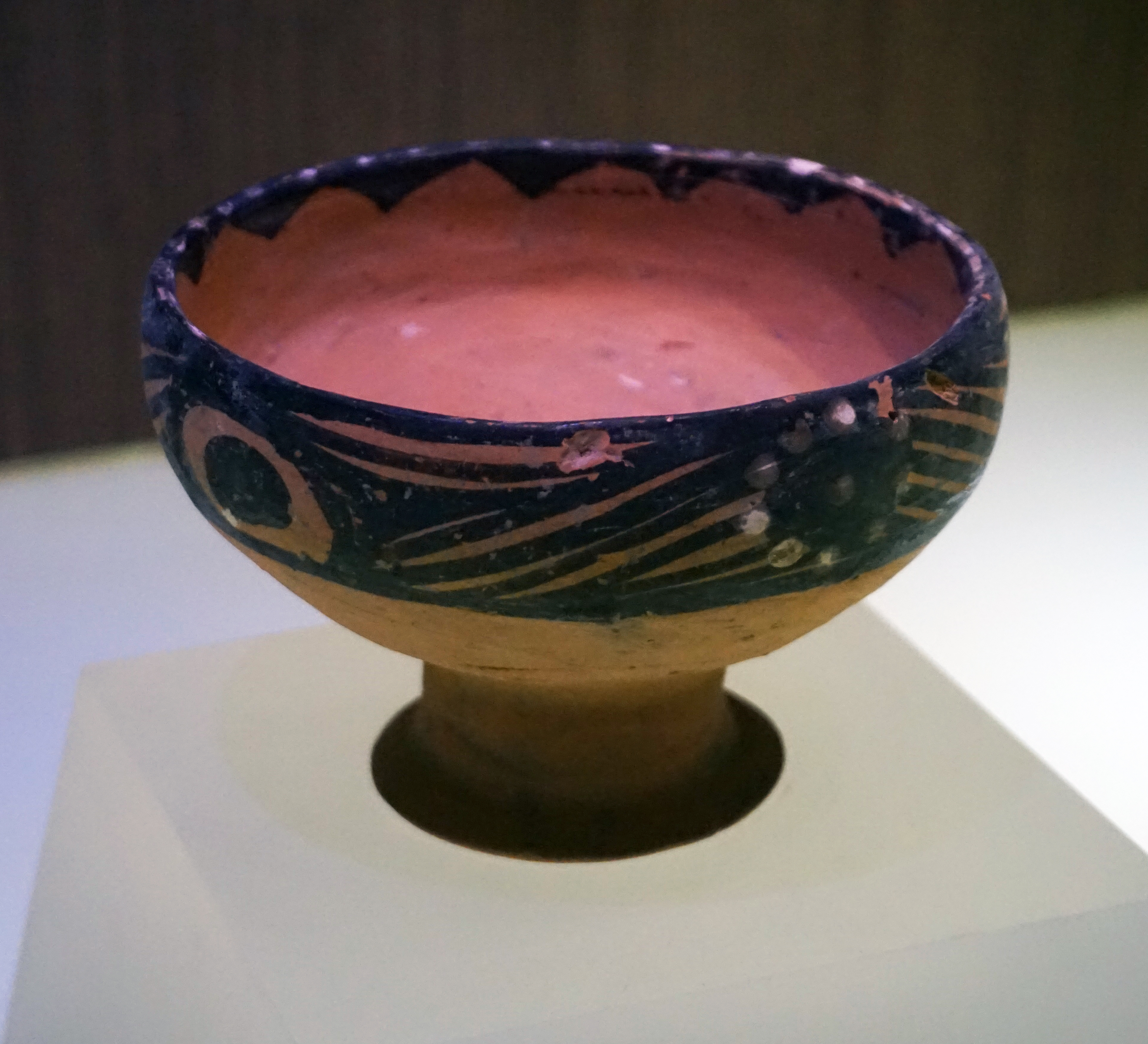
黑白彩豆，马家窑文化

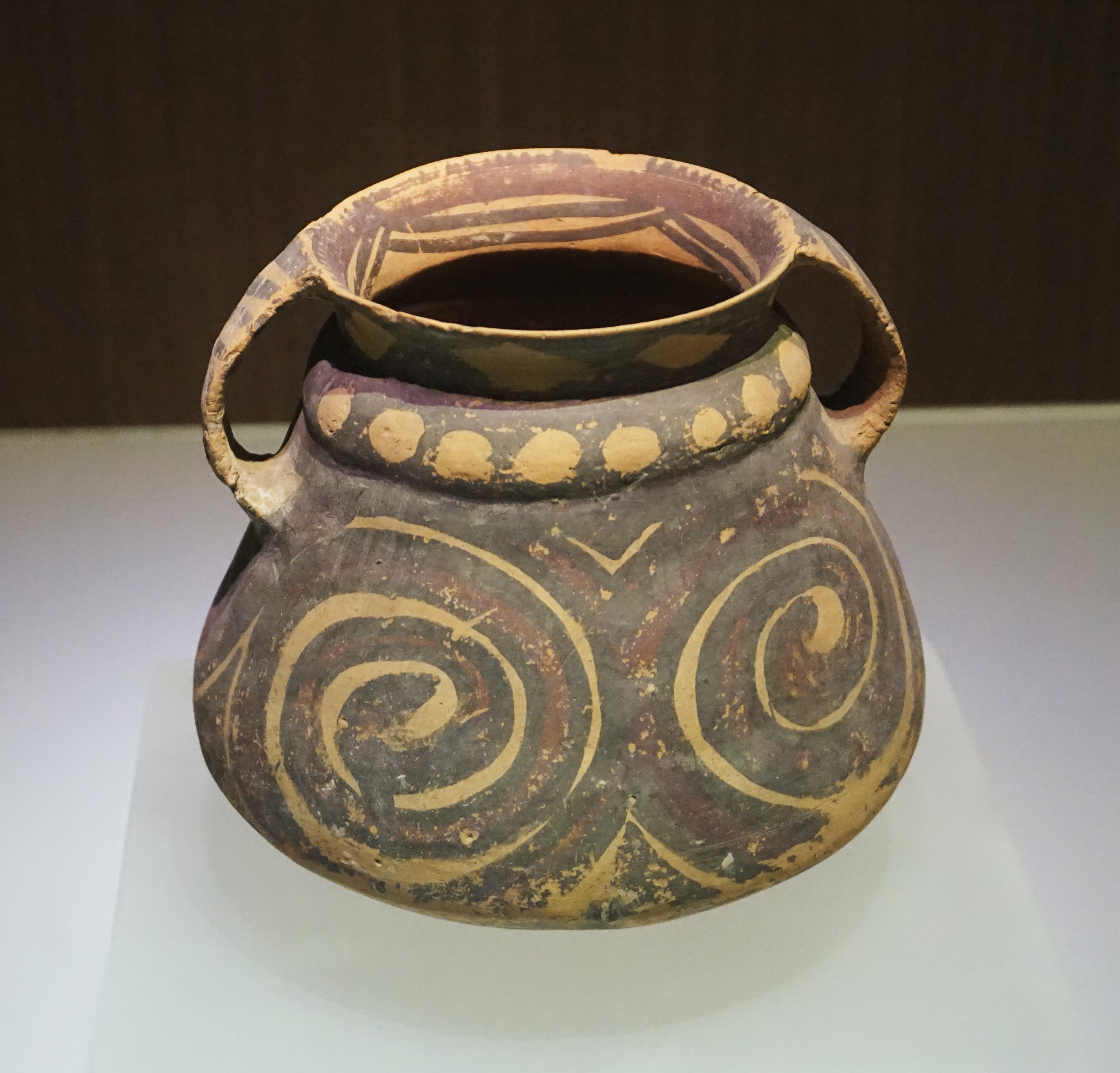
螺纹双耳罐，马家窑文化

## 历史
1983年7月，国务院批准由全国农业展览馆筹建中国农业博物馆。1986年9月13日，中国农业博物馆正式开馆。1987年9月，馆刊《古今农业》创刊。 
1992年4月，中国农业博物馆被北京市人民政府授予首批“两史一情爱国主义教育基地”称号。2010年1月，中国农业博物馆被授予“全国科普教育基地”称号。
2012年，中国农业博物馆被国家文物局核定为第二批国家一级博物馆。

## 展览
中国农业博物馆保存了丰富的农业文物、标本、古籍以及中国传统农具等藏品将近5万件，其中文物2万多件，古籍3万多册。中国农业博物馆是目前已知收藏农业宣传画最多的机构，也是目前中国收藏农业古籍最多的博物馆，是中国土壤标本的“集大成者”。
中国农业博物馆在农业历史、陈列策划、展示设计、文物修复等领域进行学术研究。
如今，中国农业博物馆的陈列由基本陈列、专题陈列、室外展园三部分组成。基本陈列（1个）是《中华农业文明陈列》。专题陈列（4个）包括《彩陶中的远古农业》、《中国传统农具》、《中国土壤标本》、《青少年农业科普》。室内陈列总面积6500平方米。室外展园近万平方米，包括古代传统农事园、现代科学农事园。 该馆还有世界首创的三幕影院，常年播放国家级非物质文化遗产保护项目《农历二十四节气》以及原创影视节目《水的世界》。
中国农业博物馆的基本陈列和专题陈列有：

### 中华农业文明陈列
本陈列由“序厅、农业文明的起源与传播、农具的发明与传承、水利工程与水力利用、养殖业的起源与发展、纺织业的起源与传播、西学东渐与实验农学、前进中的共和国农业”共八个部分组成。
- 序厅：用大型雕塑及彩陶砖制壁画描绘了中国古代传说中伏羲、神农、黄帝、嫘祖、大禹对农业文明起源的贡献，展示了中国农业文明发展的曙光。
- 农业文明的起源与传播：用八个典型的农业场景串联中国古代农业文明发展的历史脉络。
- 农具的发明与传承：展示中国农业劳动中最有代表性的四种农具犁、锄、镰、磨及其演变史。
- 水利工程与水力利用：复原在世界水利工程史上具有重要地位的都江堰和坎儿井水利工程。
- 养殖业的起源与发展：利用文物、模型、标本等展品描绘了中国的禽畜驯化养殖史，讲述了中国古代相畜术及中兽医学的基本知识。
- 纺织业的起源与传播：展示各类纺织工具、中国古代丝织衣物等等文物。
- 西学东渐与实验农学：介绍中国引进近代西方农业科技的过程。
- 前进中的共和国农业：展示中华人民共和国成立后农业的发展。[6]

### 中国传统农具陈列
本陈列按照中国传统节气时令及农业生产的工序，依次展示耕地整地、播种栽移、中耕除草、灌溉、收获、运输、脱粒、粮食加工和称量等劳动中使用的传统农具。

### 青少年农业科普陈列
本陈列分成“农业与生产、农业与生活、农业与环境”三部分，以展出动植物标本、模型、声像资料、动手活动为主，为青少年提供了认识、了解、体验农业的互动场所。

### 彩陶中的远古农业陈列
本陈列的内容涉及：“纹饰中的农业与自然崇拜、纹饰中的渔猎采集、纹饰中的农耕与编织和其他纹饰符号”，可以从中管窥中国远古农业文明。

### 中国土壤标本陈列
中国农业博物馆采集并制作了数十种代表中国主要土壤类型的整段标本，这是迄今中国唯一一套涵盖土壤类型最多、制作技术最先进、保存最完整的土壤标本。